# Siamese Dream
| 전문가 평가                   | 전문가 평가                |
| 평가 점수                     | 평가 점수                  |
| 출처                          | 점수                       |
| ----------------------------- | -------------------------- |
| AllMusic                      | [ 1 ]                      |
| Chicago Tribune               | [ 8 ]                      |
| Encyclopedia of Popular Music | [ 9 ]                      |
| Entertainment Weekly          | B                          |
| NME                           | 8/10                       |
| Pitchfork                     | 10/10 (2011) 9.1/10 (2023) |
| Q                             | [ 14 ]                     |
| Rolling Stone                 | [ 15 ]                     |
| The Rolling Stone Album Guide | [ 16 ]                     |
| Select                        | 5/5                        |

《Siamese Dream》은 미국의 얼터너티브 록 밴드 스매싱 펌킨스의 두 번째 스튜디오 음반으로, 1993년 7월 27일, 버진 레코드에서 발매되었다. 이 음반은 부치 비그와 프론트맨 빌리 코건이 프로듀싱했다. 녹음 세션은 어려움과 긴장으로 가득 차 있었지만, 《Siamese Dream》은 빌보드 200 차트에서 10위에 올랐고, 결국 미국 음반 산업 협회로부터 4배 플래티넘 인증을 받았다. 이 음반은 전 세계적으로 600만 장 이상 판매되어, 스매싱 펌킨스를 주류로 끌어올리고, 얼터너티브 음악의 중요한 그룹으로 자리매김했다.
《Siamese Dream》의 수록곡 〈Cherub Rock〉, 〈Today〉, 〈Disarm〉, 〈Rocket〉을 지원하는 네 개의 싱글이 발매되었고, 다섯 번째 싱글 〈Mayonaise〉는 2023년에 발매되었다. 이 음반은 비평가와 관객 모두로부터 폭넓은 찬사를 받았으며, 다양한 음악적 영향과 서정적인 소재가 당시 얼터너티브 록과 그런지 운동 시기의 다른 음반들과 비교했을 때 독특한 것으로 평가받았다. 이후 이 음반은 "최고의 얼터너티브 록 음반 중 하나"로 여겨졌으며, 1990년대와 역대 최고의 음반 중 하나로 널리 평가받고 있다.

## 배경
밴드의 데뷔 음반인 《Gish》는 1991년 캐롤라인 레코드에서 예상치 못한 성공과 찬사를 받으며 발매되었다. 그해 말 너바나의 《Nevermind》가 발매된 후, 스매싱 펌킨스는 "다음 너바나"라는 찬사를 받았다. 밴드는 캐롤라인 레코드의 모기업인 버진 레코드와 계약을 맺고 후속 음반을 녹음하기 시작했다. 프론트맨 빌리 코건은 "다음 음반을 만들어 세상에 불을 지피워야 한다는 큰 압박감"을 느꼈다. 이미 문제가 된 상황에서 드러머 지미 체임벌린은 헤로인에 중독되었고, 기타리스트 제임스 이하와 베이시스트 디아시 레츠키는 최근에 열애를 끝냈으며, 코건은 체중 증가와 자살 충동으로 인한 싸움 외에도 작가의 폐색으로 어려움을 겪고 있었다.

## 커버 아트
커버 아트는 처음에는 아웃사이더 아티스트가 만들 예정이었지만 레이블과의 일련의 의견 충돌 끝에 코건이 마지막 순간에 개입할 수밖에 없었다. 낯선 사람들과 코건의 가족들이 손으로 쓴 오래된 사진으로 구성된 이 음반 소책자는 결혼식 다음 날 코건 부부가 직접 조립한 것이다. 코건은 결과에 만족하지 못했다. CD의 첫 번째 누름에는 각 곡의 가사와 함께 사진에 할애된 별도의 페이지가 있는 20페이지 분량의 소책자가 포함되어 있었고, 이후 누름에는 각 사진의 썸네일이 있는 4패널 접이식 라이너가 포함되어 있었다. 1999년, 버진 레코드는 원본 20페이지 분량의 소책자와 함께 음반을 재발매했다.

## 곡 목록
모든 곡들은 특별한 언급이 없는 한 빌리 코건에 의해 작사/작곡하였다.
| #   | 제목            | 작사·작곡         | 재생 시간 |
| --- | --------------- | ----------------- | --------- |
| 1.  | 〈Cherub Rock〉 |                   | 4:58      |
| 2.  | 〈Quiet〉       |                   | 3:41      |
| 3.  | 〈Today〉       |                   | 3:19      |
| 4.  | 〈Hummer〉      |                   | 6:57      |
| 5.  | 〈Rocket〉      |                   | 4:06      |
| 6.  | 〈Disarm〉      |                   | 3:17      |
| 7.  | 〈Soma〉        | 코건, 제임스 이하 | 6:39      |
| 8.  | 〈Geek U.S.A.〉 |                   | 5:13      |
| 9.  | 〈Mayonaise〉   | 코건, 이하        | 5:49      |
| 10. | 〈Spaceboy〉    |                   | 4:28      |
| 11. | 〈Silverfuck〉  |                   | 8:43      |
| 12. | 〈Sweet Swee〉  |                   | 1:38      |
| 13. | 〈Luna〉        |                   | 3:20      |

## 인증
| 국가                       | 인증        | 판매량/출하량 |
| -------------------------- | ----------- | ------------- |
| 오스트레일리아 (ARIA)      | 플래티넘    | 70,000^       |
| 캐나다 (뮤직 캐나다)       | 4× 플래티넘 | 400,000^      |
| 네덜란드 (NVPI)            | 골드        | 50,000^       |
| 뉴질랜드 (RMNZ)            | 플래티넘    | 15,000^       |
| 스웨덴 (GLF)               | 골드        | 50,000^       |
| 영국 (BPI)                 | 골드        | 100,000^      |
| 미국 (RIAA)                | 4× 플래티넘 | 4,000,000^    |
| ^출하량을 기반으로 한 인증 |             |               |